# 마르키아 (콤모두스의 정부)

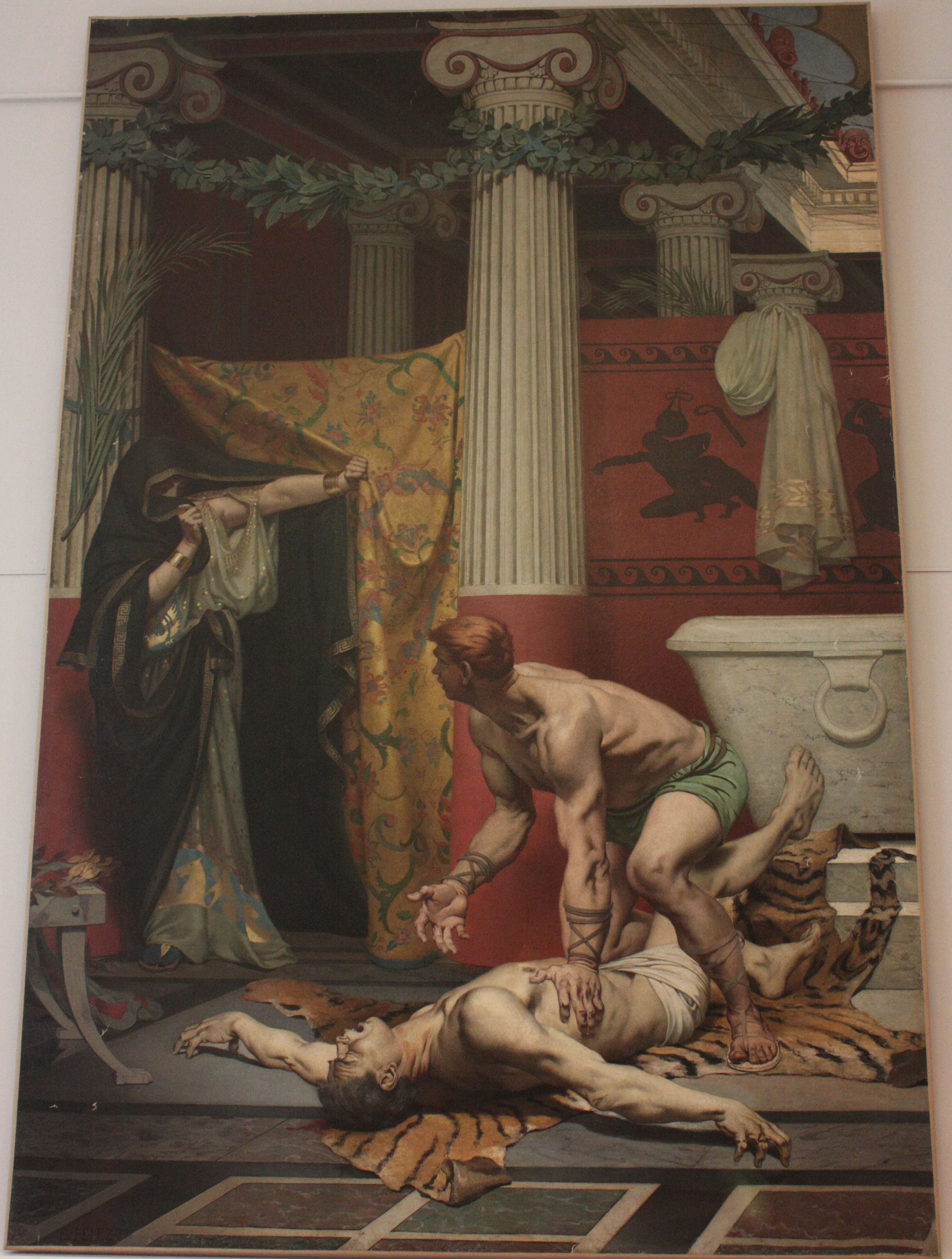

마르키아 아우렐리아 세이오니아 데메트리아스(Marcia Aurelia Ceionia Demetria)는 로마 제국의 17대 황제인 콤모두스의 정부였다. 193년에 처형됐다.

## 콤모두스의 애첩
콤모두스의 첩이 되기 전에는 마르쿠스 움미디우스 콰드라투스 안니아누스의 첩이었으며, 그 후에는 하인인 에클레투스의 아내였다. 182년 콤모두스의 누나인 루킬라는 콤모두스를 암살할 계획을 세운다. 루킬라는 마르키아를 설득해 콰드라투스도 이 계획에 참여하도록 했다.

## 같이 보기
- 갈레리아 리시스트라테